# Milton Keynes

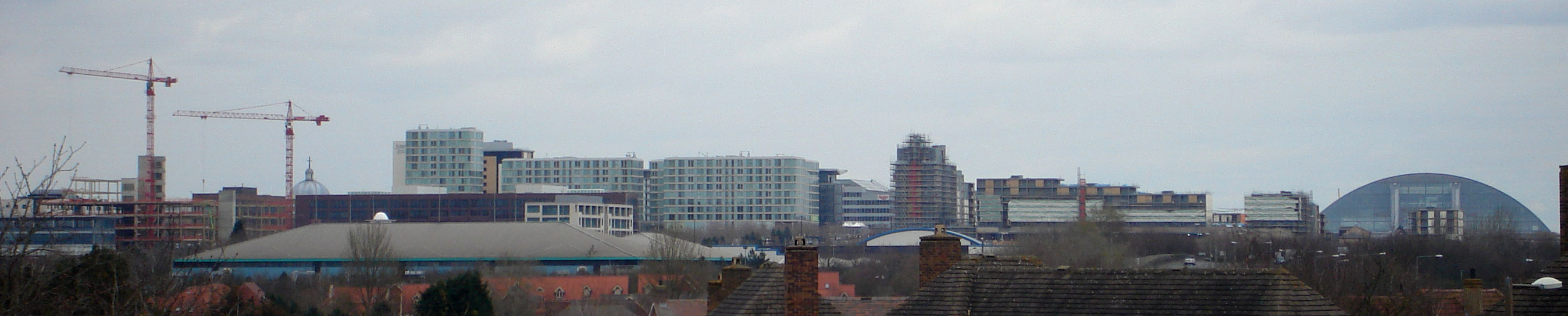
Skyline von Milton Keynes (2008)

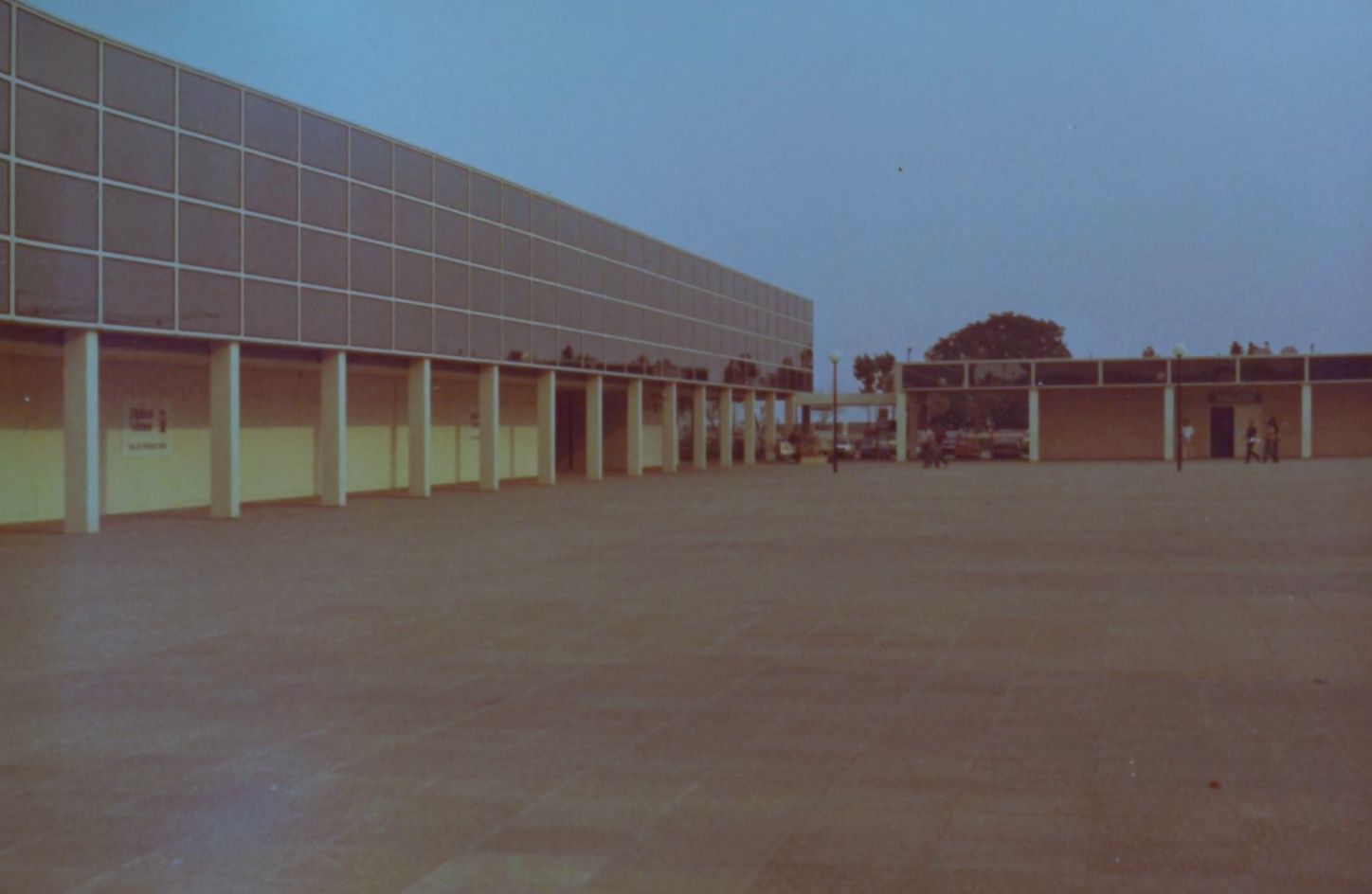
Einkaufszentrum von Milton Keynes

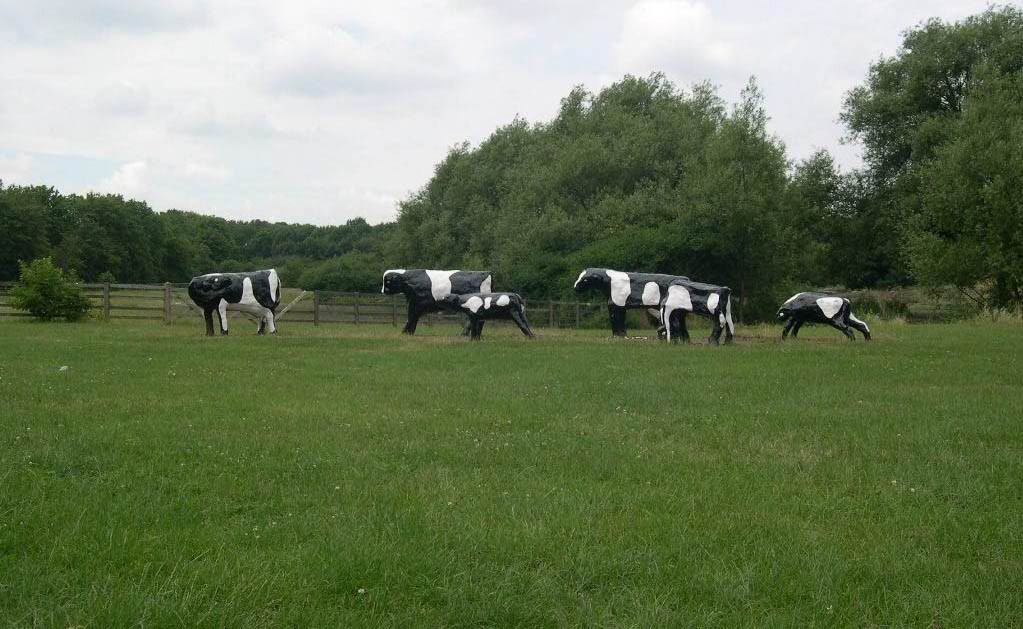
Liz Leyhs Concrete Cows („Betonkühe“); inoffizielles Wahrzeichen der Stadt

Milton Keynes [ˌmɪltənˈkiːnz] (abgekürzt oft MK) ist eine Großstadt in England im Borough of Milton Keynes. Es handelt sich um die größte der Planstädte (New towns), die in den 1960er Jahren gebaut wurden. Die Stadt hatte 2011 etwa 230.000 Einwohner und gehörte früher zur Grafschaft Buckinghamshire, aber 1997 wurde das Borough zu einem selbständigen Stadtkreis, einer Unitary Authority. Im Jahr 2022 wurde Milton Keynes anlässlich des 70-jährigen Thronjubiläums von Elisabeth II. der besondere city status verliehen.

## Geschichte und Name
Milton Keynes wurde ab 1967 als Planstadt (new town) angelegt, um der Überbevölkerung von London und Umgebung abzuhelfen. Der Ort liegt etwa auf halber Strecke zwischen London und Birmingham, zudem annähernd gleich weit entfernt von Leicester, Oxford und Cambridge. Für Planung und Bau wurde eine Entwicklungsgesellschaft, die Milton Keynes Development Corporation (MKDC) eingerichtet. Diese hatte die Aufsicht über die Stadtentwicklung bis 1992. Die zuvor auf dem Gebiet existenten Dörfer und Ortschaften (z. B. Bletchley – bekannt für die Codier- und Dechiffrier-Schule Bletchley Park –, Stony Stratford, Wolverton sowie das namensgebende Dorf Milton Keynes, heute Middleton) wurden in die Stadtplanung einbezogen und sind zum Teil bis heute als separate Siedlungskerne erkennbar.
Entgegen einem weitverbreiteten Missverständnis ist Milton Keynes weder nach dem Dichter John Milton noch nach den Wirtschaftswissenschaftlern Milton Friedman oder John Maynard Keynes benannt. Der Name stammt von einem Ort, der seit dem 11. Jahrhundert bereits an der Stelle, an der die geplante Stadt später errichtet wurde, existierte. Dieser Ort heißt seit 1991 Middleton, um ihn von der Stadt zu unterscheiden. Allerdings hatte besagter Ort Middleton, früher Keynes, seinen Namen von einer Grundbesitzerfamilie namens Keynes (Cahaignes in anglonormannischer Schreibweise, nach dem Dorf Cahagnes, Chaiines (1135) und Kahaignae (1203) in der Normandie) erhalten, die im 12. und 13. Jahrhundert hier ein Gut (englisch manor) besaß. John Maynard Keynes stammte aus dieser Familie, so dass indirekt tatsächlich eine Verbindung zwischen ihm und der Stadt existiert. Allerdings weicht die Standardaussprache zwischen Stadt (/kiːnz/) und Ökonom (/keɪnz/) ab.

## Beschreibung
Bei der Anlage der Stadt wurde davon ausgegangen, dass eine große Anzahl von Einwohnern über ein eigenes Auto verfügen wird. Das Straßennetz stellt ein schachbrettartiges Raster aus Straßen dar, oft verbunden durch zahlreiche gleichartige Kreisverkehre. Ungefähr im Abstand von einem Kilometer verlaufen größere Verbindungsstraßen (grid roads). Die von ihnen umschlossenen Quadrate (grid squares) mit einer Fläche von ca. einem Quadratkilometer bilden jeweils einen Stadtteil. Die Dichte der Kreisverkehre ist hier deutlich höher als in anderen britischen Städten. Beton-Kühe – fast lebensgroße, farbig lackierte Skulpturen – befinden sich, wie fast alles in der Stadt, in der Nähe dieser Kreisverkehre.
Milton Keynes wird im Guinness-Buch der Rekorde als Stadt mit dem längsten Einkaufszentrum (720 m lang) verzeichnet. In der Stadt befindet sich Europas größte Skihalle mit echtem Schnee, außerdem die Open University, das nationale Badminton-Zentrum und die Eishalle „Planet Ice Milton Keynes“ (Heimstatt des Eishockeyteams Milton Keynes Lightning). Weiterhin ist die National Bowl (auch: Milton Keynes Bowl) seit 1972 ein Ort für Freiluftkonzerte, wo schon Shows von zahlreichen namhaften Künstlern stattfanden.
Des Weiteren hat Marshall Amplification seinen Stammsitz in Milton Keynes.
Vom Office for National Statistics wurde das städtische Gebiet (urban area) von Milton Keynes bei der Volkszählung 2001 in folgende städtische Siedlungen unterteilt:
| Name                      | Einwohner (Volkszählung 2001) |
| ------------------------- | ----------------------------- |
| Bletchley                 | 47.176                        |
| Browns Wood               | 4.225                         |
| Central Milton Keynes     | 31.442                        |
| Newport Pagnell           | 14.739                        |
| North Milton Keynes       | 13.489                        |
| Walnut Tree               | 12.526                        |
| Wolverton/Stony Stratford | 60.359                        |
| Milton Keynes             | 184.506                       |

## Verkehr
Milton Keynes liegt an der Straße A5 road und der Autobahn M1 motorway und ist über die Eisenbahnstrecke West Coast Main Line sehr gut an London angebunden (Fahrzeit schneller Züge nach London Euston ca. 35 Minuten). In Richtung Norden bestehen Bahnverbindungen u,a. nach Manchester, Liverpool, Birmingham, Crewe sowie nach Glasgow und Edinburgh in Schottland. Die Stadt liegt an der Wasserstraße Grand-Union-Kanal.

## Museen
- Die MK Gallery ist eine am 16. März 2019 eröffnete Kunsthalle, die in Wechselausstellungen überwiegend internationale zeitgenössische Kunst und Kunst aus Großbritannien zeigt.[5] Der Altbau aus den 1990ern wurde nach Plänen des Architekturbüros 6a in enger Zusammenarbeit mit den Künstlern Gareth Jones und Nils Norman völlig umgebaut und um einen Flügel erweitert[6] und dominiert die Skyline der Stadt.
- Der Bletchley-Park-Komplex, ehemals Sitz der britischen Code- und Chiffrenschule, die den Nachrichtenverkehr der deutschen Wehrmacht überwachte und entzifferte, war noch lange nach dem Krieg Top Secret. Bletchley Park ist heute ein Besuchermagnet und zählte 2016 über 250.000 Besucher.[7]
- The National Museum of Computing befindet sich auf dem Gelände von Bletchley Park. Gezeigt werden frühe Computer aus den 1940er Jahren und vor allem britische Modelle bis in die 1990er Jahre. Gezeigt wird u. a. ein Nachbau von Colossus, mit dem die Briten Funksprüche der Lorenz-Schlüsselmaschine entzifferten.
- Das Milton Keynes Museum, früher Stacey Hill Museum, ist in einer viktorianischen Villa untergebracht. Das private Heimatmuseum beherbergt auch eine kleine Spezialsammlung von Telefonen und antiken Klappenschränken.[8]

## Sport

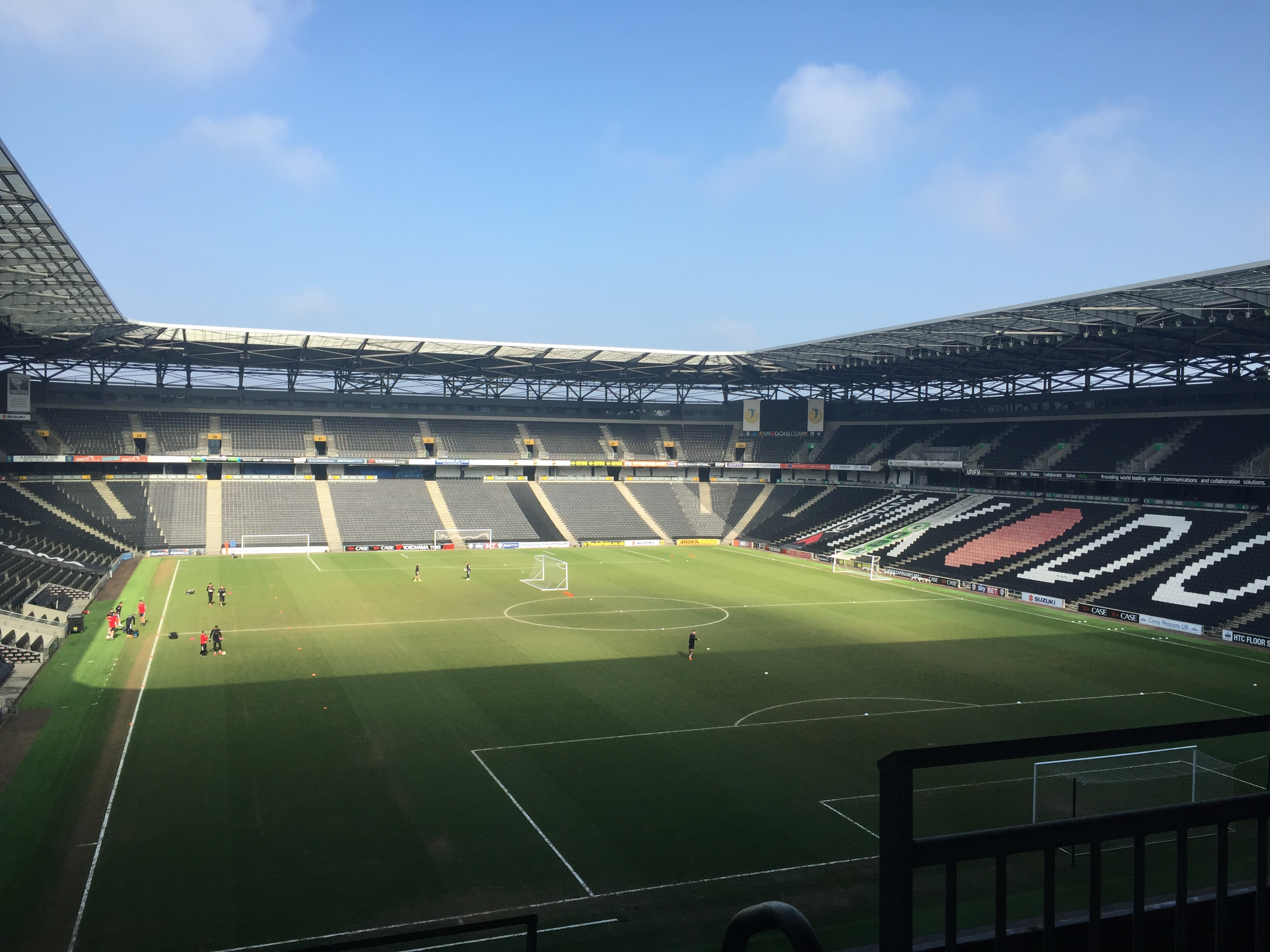
Stadium MK

In der Stadt ist der im Jahr 2004 gegründete Fußballverein Milton Keynes Dons angesiedelt. Seit 2016 spielt er in der dritten englischen Liga. Die Dons sind der Nachfolgeverein des eigentlich rund 100 km weiter südlich angesiedelten FC Wimbledon. Ihr Stadion, das Stadium MK, war ein Austragungsort der Rugby-Union-Weltmeisterschaft 2015; auch die Fußball-Europameisterschaft der Frauen 2022 fand hier unter anderem mit dem Halbfinale statt. Zudem hat das Formel-1-Team Red Bull Racing seinen Sitz in der Stadt; von 1962 bis 1992 saßen hier bereits der Rennwagenhersteller Motor Racing Developments und das Team Brabham. 2018 wurde erstmals in der Arena MK der Weber Cup, ein jährlich stattfindendes Bowlingturnier zwischen Europa und den USA, ausgetragen.
Im Jahr 2020 wurden im Rahmen der COVID-Maßnahmen zahlreiche Turniere der Snooker-Saison 2020/21 nach Milton Keynes in die Marshall Arena verlegt, weil dort die Hygienebedingungen gut eingehalten werden konnten.
Badminton England hat seinen Sitz im National Badminton Centre, in dem auch der größte Teil der Nationalmannschaft trainiert.

## Söhne und Töchter der Stadt
- Francis Atterbury (1663–1732), Bischof von Rochester
- Paul Watson (* 1962), Radrennfahrer
- Derek Redmond (* 1965), Sprinter
- Emily Bergl (* 1975), Film- und Theaterschauspielerin
- James Nash (* 1985), Autorennfahrer
- Emika (* 1986), Musikerin und Musikproduzentin
- Greg Rutherford (* 1986), Weitspringer
- Mark Dry (* 1987), Hammerwerfer
- Rose McGrandle (* 1987), Skeletonpilotin
- Ian Stannard (* 1987), Bahn- und Straßenradrennfahrer
- Mark Randall (* 1989), Fußballspieler
- Fallon Sherrock (* 1994), Dartspielerin
- Dele Alli (* 1996), Fußballspieler
- Ben Chilwell (* 1996), Fußballspieler
- Antonee Robinson (* 1997), Fußballspieler
- Leah Williamson (* 1997), Fußballspielerin
- Callum Hemming (* 1999), Badmintonspieler